# René Graffin (1858-1941)
Pour les articles homonymes, voir René Graffin et Graffin.
Mgr René Graffin, né le 22 mars 1858 à Pontvallain et mort le 3 janvier 1941 à Sainte-Radegonde-en-Touraine, est un prélat et orientaliste français.

## Biographie
René Graffin est le fils de Maurice Graffin, ingénieur agronome, maire du Grand-Lucé et de Pontvallain, conseiller général de la Sarthe, ainsi que l'oncle de Mgr René Graffin (1899-1967) et du R.P. François Graffin.
Il étudie au Séminaire français de Rome, est ordonné prêtre à Rome en 1884 et devient docteur en philosophie et en théologie. Il est diplômé de l'Université d'Innsbruck pour les langues orientales.
Il est professeur de langues et de littératures orientales (syriaque et hébreu) à la Faculté de théologie de l'Institut catholique de Paris de 1886 à 1909. Il y réorganise la section des langues orientales en 1926, qu'il préside.
Il est chanoine honoraire du Mans en 1897.
Ablégat apostolique, il devient prélat de Sa Sainteté le pape Léon XIII en 1898.
Graffin fonde la Revue de l'Orient Chrétien en 1896, puis Patrologia Orientalis en 1899 avec François Nau.
Il devient consulteur pour la Congrégation pour les Églises orientales en 1917.
Il était directeur de l'Œuvre antiesclavagiste et de la Société antiesclavagiste de France (SAF).

## Œuvre
- « Du partage et des rapports. De la rescision en matière de partage ». 1878
- « Étude sur certains archaïsmes du Pentateuque, mémoire présenté au Congrès scientifique international des catholiques tenu à Paris en 1888 »
- « De l’établissement de la Constitution nationale arménienne 1927 »

## Sources
- Sylvain Grebaut, « Un grand éditeur orientaliste, monseigneur René Graffin, 1858-1941 », 1935
- Louis Maries, « Monseigneur René Graffin (1858-1941). Histoire de sa famille, de sa Patrologie orientale et de ses collaborateurs », 1941
- « À la mémoire de Mgr. René Graffin. [1858-1941] », 1981
- « Claremont Coptic Encyclopedia »
- Ephrem-Isa Yousif, « Les chrétiens de Mésopotamie: Histoire glorieuse et futur incertain », 2014